# Spartak Elmazi
Spartak Elmazi (sinh 3 tháng 12 năm 1987 - Ngày 19 tháng 12 năm 2021) là một cầu thủ bóng đá Albania thi đấu ở vị trí tiền vệ cho Dinamo Tirana ở Giải bóng đá hạng nhất quốc gia Albania.